# لیدیا هربتس
لیدیا هربتس (انگلیسی: Lidiya Hrebets؛ زادهٔ ۱۱ آوریل ۱۹۴۳) ورزشکار ورزش شنا اهل اتحاد جماهیر شوروی سوسیالیستی است.